# Adnan Kanurić
Adnan Kanurić (* 8. August 2000 in Linz) ist ein bosnisch-österreichischer Fußballtorwart.

## Karriere

### Verein
Kanurić begann seine Karriere beim LASK. Zur Saison 2011/12 wechselte er in die Jugend des FC Red Bull Salzburg. Ab der Saison 2014/15 durchlief er sämtliche Altersstufen in der Akademie der Salzburger. Zur Saison 2017/18 wechselte er nach Deutschland zu den A-Junioren des SV Deutz 05. Im Januar 2019 schloss er sich der U-19 des SC Fortuna Köln an. Zur Saison 2018/19 wechselte er nach England in die Jugend von Stoke City. Im November 2019 wurde er an das unterklassige Grantham Town verliehen.
Im Februar 2020 verließ Kanurić Stoke und wechselte in die Slowakei zum ŠKF Sereď. Im selben Monat gab er sein Debüt in der 1. liga. Bis zum Ende der Saison 2019/20 kam er zu acht Einsätzen im slowakischen Oberhaus. Nach einem weiteren Einsatz zu Beginn der Saison 2020/21 wechselte er im Oktober 2020 nach Bosnien zum FK Sarajevo. Dort kam er bis Saisonende nicht zum Einsatz. In der Saison 2021/22 hütete er ein Mal in der Premijer Liga das Tor des Hauptstadtklubs.
Im September 2022 wechselte er ein zweites Mal nach England, diesmal zu Nottingham Forest. Für Nottingham kam er nie zum Einsatz. Im Februar 2023 wurde er an Sechstligist Oxford City verliehen. Bis zum Ende der Saison 2022/23 spielte er 13 Mal in der National League South. Nach der Saison 2022/23 verließ er Nottingham wieder. Nach kurzer Vereinslosigkeit wechselte er im September 2023 zum italienischen Zweitligisten FC Palermo. Für Palermo kam er ebenfalls nie zum Zug. Nach der Saison 2023/24 verließ er Italien wieder.
Im September 2024 kehrte Kanurić nach Österreich zurück und schloss sich dem Zweitligisten SV Lafnitz an.

### Nationalmannschaft
Kanurić spielte von der U-16 bis zur U-21 20 Mal für bosnische Jugendnationalauswahlen.

## Persönliches
Sein Bruder Benjamin (* 2003) ist ebenfalls Fußballspieler, tritt aber im Gegensatz zu Adnan für Österreich an.